# 伊達村詮
伊達 村詮（だて むらあき）は、江戸時代中期の陸奥国仙台藩一門第九席・川崎伊達家初代当主。

## 生涯
元禄10年（1697年）5月17日、中津山藩主・伊達村和の長男として江戸六本木の中津山藩邸にて誕生。幼名は丑千代。
元禄12年（1699年）に、父・村和が旗本・岡孝常との刃傷沙汰（土器町事件）により改易されると、父と共に仙台に戻され、享保4年（1719年）に赦免されるまで逼塞を余儀なくされた。
享保5年（1720年）、村和の出家に伴い家督を相続すると、暫定的に一門格の待遇を受け、村和が死去した享保7年（1722年）には正式に一門第九席に列し、柴田郡川崎要害を拝領して知行2000石を与えられると、翌享保8年（1723年）に川崎に入部し、以後幕末に至るまで同地を治めた。このため村詮の家系を川崎伊達家と称する。
享保16年（1731年）、義弟・村敏を養子に迎え、家督を譲って隠居する。
延享元年（1744年）3月14日死去。享年47。

## 系譜
- 父：伊達村和（1661-1722）
- 母：信愛院 - 側室
- 正室：房子 - 中村成義の娘
- 養子
  - 男子：伊達村敏（1713-1754） - 伊達村泰の二男、妹・律道の婿